# Свети Илия (Гвоздово)
Вижте пояснителната страница за други значения на Свети Илия.
„Свети Илия“ (на гръцки: Προφήτη Ηλία) е възрожденска църква в лъгадинското село Гвоздово (Асирос), Гърция, част от Лъгадинската, Литийска и Рендинска епархия. Храмът е гробищна църква и е изграден в източната част на селото в 1810 година.